# Journée mondiale de l'éléphant
La journée mondiale de l'éléphant est une journée internationale créée en 2012, dans le but de sensibiliser à la protection de l'éléphant, qui est gravement menacé d'extinction. La journée mondiale a été créée par la cinéaste canadienne Patricia Sims et la Fondation pour la réintroduction des éléphants (Elephant Reintroduction Foundation). Cette dernière déplore le cercle vicieux du braconnage des éléphants : moins l'espèce est nombreuse, et plus son ivoire prend de la valeur, ce qui accroit en retour le braconnage.

## En 2015
En 2015, la journée est placée sous la thématique de l'illustration, chaque personne étant invitée à créer un « élégramme », soit un éléphant dans les matières et avec la technique artistique de son choix, puis à le photographier.

## En 2020
En 2020, cette journée a été célébrée le 12 août.

## En 2023
Le centre de la conservation des éléphants de Dak Lak (Viet Nam) a organisé des sensibilisations le 12 août 2023.